# (ah)iPiroso
(ah)iPiroso è stato un programma televisivo italiano di genere talk show condotto da Antonello Piroso, in onda su LA7 tra il 2010 e il 2012.

## Il programma
Nato inizialmente come inserto satirico di Omnibus, il programma è stato una rubrica di approfondimento, intrattenimento e informazione su fatti di politica, società, cultura e gossip oltre ad essere un contenitore per contributi video spesso presi dalla rete. Nelle puntate, oltre che con i due opinionisti fissi Fulvio Abbate e Adriano Panatta, il conduttore interagiva con un ospite. Tra i protagonisti del programma c'era anche una jingle machine, azionata da diversi autori, che scandiva i dialoghi dei presenti in studio con audio presi dal mondo della politica e della rete.
Il titolo della trasmissione era una citazione dell'iPhone: ciò si evinceva in tutti i blocchi lanciati dal programma, che presentavano una grafica e un'interfaccia simile a quella del noto smartphone Apple.

## Edizioni
Nell'edizione 2010-2011, iniziata il 3 maggio 2010, il programma veniva trasmesso la mattina su LA7 e replicato il pomeriggio su LA7d.
Nell'edizione 2011-2012 il programma vede una nuova collocazione sempre su LA7, inizialmente la mattina, subito dopo la trasmissione L'aria che tira, e in seguito dopo il TG LA7 della notte; viene replicato la mattina su LA7d. Dal febbraio al 15 marzo 2012 è stato invitato come ospite fisso Umberto Pizzi, in temporanea sostituzione di Fulvio Abbate. Nei mesi successivi, Pizzi ha sostituito anche Adriano Panatta in alcune puntate. L'ultima puntata è andata in onda il 18 giugno 2012.